# Еланчикбаш
Еланчикбаш (баш. Йылансыкбаш) — деревня в Шаранском районе Республики Башкортостан Российской Федерации. Входит в состав Мичуринского сельсовета.

## География

### Географическое положение
Деревня расположена в северо-восточной части района. Расстояние до:
- районного центра (Шаран): 28 км,
- центра сельсовета (Мичуринск): 10 км,
- ближайшей ж/д станции (Туймазы): 70 км.

## История
Деревня основана в 1924 году марийскими переселенцами из деревни Старо-Юмашево. Название деревни произошло от слов «елан» и «баш», что в переводе с татарского означает «змеиная голова».
В 1939 году в деревне Еланчик-Баш Ново-Юмашевского сельсовета Шаранского района проживало 160 жителей (78 мужчин, 82 женщины). В начале 1950-х годов — уже село.
В 1959 году в селе Михайловского сельсовета проживало 136 человек (60 мужчин, 76 женщин). В 1960 году село вошло в состав Мичуринского сельсовета.
В 1963 году сельсовет был включён в состав Туймазинского сельского района, с 1965 года — в составе Бакалинского, с 1967 года — вновь в Шаранском районе.
В 1970 году в деревне Еланчикбаш Мичуринского сельсовета было 145 жителей (73 мужчины, 72 женщины).
По переписи 1979 года — 147 человек (65 мужчин, 82 женщины).
В 1989-м — 69 жителей (35 мужчин, 34 женщины).
В 2002 году здесь жило 56 человек (31 мужчина, 25 женщин), марийцы (95 %).
В 2010 году в деревне проживало 58 человек (34 мужчины, 24 женщины).

## Население
| 2002 | 2009 | 2010 |
| ---- | ---- | ---- |
| 56   | ↗76  | ↘58  |

## Инфраструктура
Деревня входит в состав КФХ «Шаран-Агро», на её территории нет производственных и социальных объектов.
Деревня электрифицирована и газифицирована, есть кладбище.